# Rosia Montana Gold Corporation

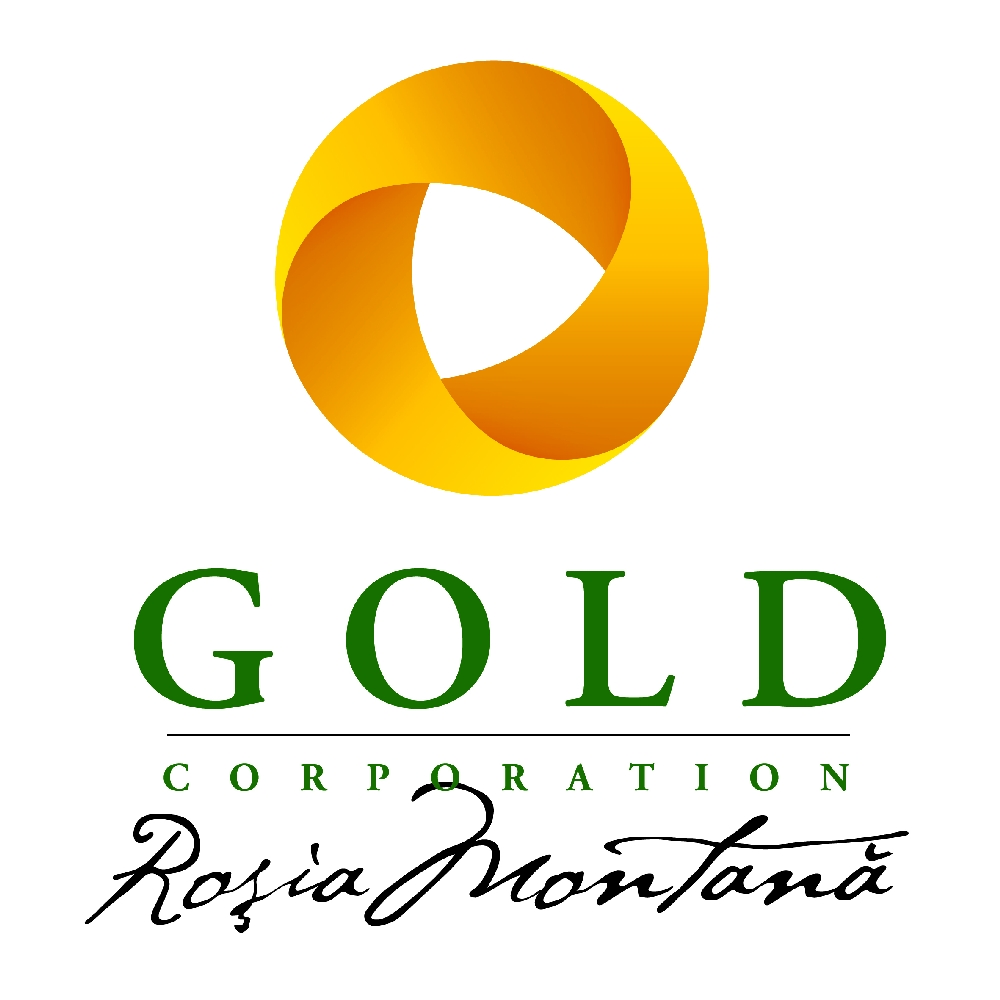
Logo de la compañía Roșia Montană Gold Corporation.

La Roșia Montană Gold Corporation S.A. (RMGC) es una compañía creada con la meta de desarrollar un controvertido proyecto de explotación de oro en Roșia Montană, comarca Alba, Rumanía. La compañía fue fundada en 1997, como consecuencia de algunas fusiones sucesivas y por medio de la asociación con la compañía minera del estado Minvest SUYA Deva. Los accionistas de RMGC son Gabriel Resources con 80,69% del total de las acciones y la compañía minera estatal Minvest Deva con 19,31% del capital. La concesión fue recibida en 1997 y fue otorgada para 20 años.
Los estudios geológicos de exploración efectuados en Rosia Montana, en los montes Apuseni, evidencian la existencia de recursos de 314 toneladas de oro y de 1.480 toneladas de plata. Por este motivo, se afirmó que en Rosia se halla el más grande yacimiento de oro y plata de la Unión Europea.[fuente independiente requerida]
Algunos lugareños esperan que se desarrolle el proyecto, considerando que podría revitalizar la economía de la zona, que había sido afectada gravemente durante el periodo comunista que nacionalizó la explotación minera, pero la compañía ha reubicado cerca de 2000 personas.  La compañía también tiene una campaña mediática agresiva, comprometiéndose a conservar los monumentos históricos de la región. 
Sin embargo, el proyecto ha sido contestado no solo por numerosas organizaciones no gubernamentales, sino también científicas y políticas que evidencian que los procesos por los cuales RMGC quiere explotar los yacimientos de Rosia Montana son de naturaleza destructiva para los importantes sitios históricos y el medio ambiente, que incluye dos áreas protegidas. Entre los sitios históricos que serían afectados, destaca un sitio arqueológico de interés para Rumanía propuesto para ser Patrimonio Mundial UNESCO, además de decenas de monumentos históricos y sitios arqueológicos de interés local.